# Abbaye de Wanzka
L’abbaye de Wanzka est une ancienne abbaye cistercienne à Wanzka, devenu un quartier de Blankensee, en Allemagne. Située dans une péninsule du lac de Wanzka (de), l'église abbatiale et la porte isolée du couvent sont les derniers vestiges visibles.

## Histoire
Le 25 janvier 1290, le margrave Albert III de Brandebourg légalise la fondation du monastère cistercien de Wanzka à Stargard. L'abbaye actuelle est fondée entre 1275 et 1283, comme le montre un document du prévôt Walwanus, prémontré de l'abbaye de Broda (de), en 1306. Son prédécesseur, le prévôt Ekbert (1270-1283), aurait légué au village de Mechow 60 sabots de terrain et huit sabots à Küssow de la propriété de Broda à l'abbaye de Wanzka. Dans la mesure où l'abbaye de Wanzka est doté des biens de l'abbaye de Broda, on ne peut que supposer que les moniales prémontrées du monastère double  de Broda furent envoyées au couvent de Wanzka et y adoptent les coutumes des moniales cisterciennes.
L'église et le bâtiment conventuels sont consacrés par l'évêque Henri (de) de Havelberg (de) le 25 janvier 1290, où la lettre de fondation est délivrée par le margrave Albert. Le margrave Albert soutient particulièrement l'abbaye. En 1298, il augmente les propriétés initiales en collectant 100 livres par an dans 27 villages du pays de Stargard. De nombreuses filles de la noblesse environnante entrent au couvent. En 1341, le nombre doit être limité à 50 religieuses. En 1474, elles sont 39. Dans la première moitié du XVe siècle, Adelheit, fille unique du duc Ulrich Ier de Mecklembourg-Stargard, est abbesse de Wanzka.
L'abbaye passe sous administration laïque en 1549, bien que, comme de nombreux couvents, le couvent existe encore après sa conversion au protestantisme au moins jusqu'en 1584. Les bâtiments servent ensuite de carrière, notamment après la guerre de Trente Ans.

## Église abbatiale
L'église abbatiale se compose d'une nef allongée, qui semble presque disproportionnée en raison de l'absence d'enceinte, avec un plafond à poutres plates en bois (depuis 1843) et une extrémité de chœur 5/8. Il y a une tour d'escalier carrée au coin nord-ouest. Les bâtiments de la retraite furent tous perdus plus récemment. Dans son volume publié en 1929, Georg Krüger-Haye montre une image des ruines de la grange du monastère avec des contreforts gothiques semblables à la grange de l'abbaye d'Althof (Bad Doberan). Les autres bâtiments du cloître sont au moins encore reconnaissables dans leurs grandes lignes dans un dessin de 1751. Il s'agit au moins d'un complexe à trois ailes avec un cloître à quatre côtés qui mène à la brasserie et à la boulangerie, situées un peu à l'écart. L'église brûle jusqu'aux murs extérieurs en 1833, de sorte qu'il ne reste aucun vestige du mobilier.
La reconstruction de 1840 à 1843 avec une nouvelle façade ouest est réalisée selon les plans de Friedrich Wilhelm Buttel (de). Les voûtes effondrées furent remplacées par un plafond plat à poutres en bois. Le retable néo-gothique, entré dans l'église en 1905, montre une représentation de la crucifixion (copie d'après Pierre Paul Rubens de Berta Zarnekow). Comme la chaire néo-gothique, elle fut conçue par Paul Köppel, architecte de Strelitz. En 1907, l'orgue de Wilhelm Sauer fut installé (Opus 996, II+P/11). L'église abbatiale est rénovée d'avril 2016 à l'été 2017. Le toit est recouvert, la façade est rénovée, les fenêtres sont restaurées et le plafond et les murs sont peints. L'inauguration par Mgr Andreas von Maltzahn (de) a lieu le 3 septembre 2017.

## Source de la traduction
- (de) Cet article est partiellement ou en totalité issu de l’article de Wikipédia en allemand intitulé « Kloster Wanzka » (voir la liste des auteurs).